# Cayman Amateur Radio Society
Die Cayman Amateur Radio Society (CARS), deutsch „Kaimanischer Amateurfunkverband“, ist die nationale Vereinigung der Funkamateure auf den Kaimaninseln.

## Geschichte
Die CARS, ursprünglich bekannt als Cayman Radio Society, wurde 1979 von acht hier ansässigen Funkamateuren gegründet. Elf Jahre später, im Jahr 1990, wurde die entsprechende Klubstation in Savannah, einem Ort nahe der Mitte der Südküste von Grand Cayman, errichtet. Sie funkt unter dem Rufzeichen ZF1A. Inzwischen gibt es hier auch ein Amateurfunkrelais (Repeater) für 146,76 MHz. Die Funkamateure der Inselgruppe haben des Öfteren wichtige Hilfe geleistet, insbesondere durch Errichtung von Notfallkommunikation im Fall von Hurrikanen.
Das ITU-Präfix („Landeskenner“) für einheimische Funkamateure auf Grand Cayman ist ZF1, auf Little Cayman ist es ZF8 und auf Cayman Brac ZF9. Gäste, die mithilfe der CEPT-Lizenz von einer der Kaimaninseln funken wollen, erhalten das Präfix ZF2.
Die CARS ist Mitglied in der International Amateur Radio Union (IARU Region 2), der internationalen Vereinigung von Amateurfunkverbänden, und vertritt dort die Interessen der Funkamateure der Inselgruppe.